# Euryolpium amboinense
Euryolpium amboinense är en spindeldjursart som först beskrevs av Chamberlin 1930.  Euryolpium amboinense ingår i släktet Euryolpium och familjen Olpiidae. Inga underarter finns listade i Catalogue of Life.